# Familialismus
Familialismus ist ein soziologischer Begriff, der die Familie als Leitform der Gesellschaft beschreibt. Familialismus stammt aus dem konservativen Milieu. Die Familienform aus Vater und Mutter mit einem oder mehreren Kindern wird als Kernzelle für eine funktionierende Gesellschaft angesehen. Diese Form der Familie wird gefördert, während andere Lebensformen, beispielsweise Alleinerziehende oder LGBTQ+-Familien, im Vergleich benachteiligt werden. Ein Beispiel für Deutschland wäre die jahrzehntelange Verweigerung der Heirat für gleichgeschlechtliche Paare, verbunden mit den steuerlichen und rechtlichen Vorteilen, die verheiratete Paare genießen. 
In der analytischen Darstellung von Gøsta Esping-Andersen beschreibt Familialismus „das Ausmaß, in dem Wohlfahrtsstaaten von Familienmitgliedern erwarten, füreinander durch Unterstützungen aller Art (z.B. Geld und Dienste) einzustehen“. Demnach erhält der Einzelne erst dann Hilfe durch den Staat, wenn zuvor die Hilfe von Seiten der Familie nicht zustande kam. Die Familie ist hier der zentrale Ort der gesellschaftlichen Reproduktion.
In Anlehnung an Esping-Andersens Wohlfahrtsstaatstypologie entstand in den 90er Jahren Kritik an seinen Kategorien. Besonders die Dekommodifizierung erfasse vor allem männliche Realitäten. Dadurch, dass Frauen weniger am Arbeitsmarkt teilnehmen und einen Großteil der gesellschaftlichen Reproduktionsarbeit erledigen, haben sie zu vielen Systemen der sozialen Sicherung nur über ihre männlichen Partner Zugriff. Deshalb schlugen viele feministische Forscherinnen die Kategorie des De-Familialismus vor. Diese soll erfassen, inwieweit der Wohlfahrtsstaat es Individuen ermöglicht, sich von ihrer Familie unabhängig zu machen. Somit soll die Familie als Ort der Wohlfahrtsproduktion entlastet werden, und es wird den Sorgearbeit leistenden Personen ermöglicht, auf Systeme der sozialen Sicherung zuzugreifen. 
Erna Appelt zielt mit dem Begriff auf eine Kritik der Geschlechterordnung. Sie versteht darunter „jenes ideologisierende Familienverständnis, das auf ‚Gemeinwohl‘ abzuzielen vorgibt, tatsächlich aber Geschlechterhierarchie im Sinn hat. Familialistische Ideologien sind anti-individualistisch, wenn es um die Bedürfnisse von Frauen geht; sie sprechen von Familie und vom Wohl der Kinder, meinen aber männliche Ansprüche und weibliche Unterordnung.“
In Deutschland deutete zuletzt die Soziologin Gisela Notz den Familialismusbegriff mit ihrer Kritik an ideologisierten Vorstellungen der Familie. Diese treten laut ihr insbesondere in konservativen und rechtsextremen Strömungen zu Tage. Der Familialismus beschreibe hiernach eine Gesellschaft, in der die Familie als die wichtigste Einheit gesellschaftlicher Ordnung gilt.